# Власов, Сергей Михайлович
Серге́й Миха́йлович Вла́сов (1950—2012) — советский и российский журналист и писатель. 
Член Союза журналистов и Союза писателей СССР (1988). Создатель российского отделения Международного ордена Константина Великого.

## Биография
Родился 13 мая 1950 года в Москве в семье Михаила Никитича и Валентины Гавриловна Власовых. В семье было двое сыновей.
В 1967 году окончил школу, в 1974 — Московский энергетический институт.
В 1975 становится сотрудником журнала «Огонёк», в котором проработал до 1987 года в качестве литературного сотрудника отдела науки (1975—1980), заведующим отделом фельетонов (1980—1984) и специальным корреспондентом (1984—1987).
Участник VIII Всесоюзного совещания молодых писателей.
С 1991 до 1995 — специальный корреспондент и заведующий отдела публицистики культурно-исторического журнала «Наше наследие». Один год работал заместителем главного редактора журнала «Чудеса и Приключения». С 1993 по 1995 — главный редактор и президент АО «Газета Гермес».
В 1994 году был избран действительным членом Международной академии информатизации.
С мая 1996 года — командор Российского отделения Ордена Святого Константина Великого.
Похоронен в Москве на Кунцевском кладбище.

## Семья
Отец — Власов Михаил Никитич (1908—1993). Мать — Власова Валентина Гавриловна (род. 1920). Супруга — Алексеева Наталья Михайловна (род. 1946).

## Награды
В 1982 удостоен диплома Союза журналистов СССР за лучшие работы года. Неоднократный лауреат ежегодной премии журнала «Огонёк». Лауреат премии имени Владимира Гиляровского.

### Фильмы
- Порфирий Иванов. Двенадцать заповедей (2006) — Проспект ТВ, Первый канал. Авторы: Ирина Иващенко, Ольга Терешкова. Режиссёр Георгий Ананов.